# 26271 Lindapuster
26271 Lindapuster (tên chỉ định: 1998 RW63) là một tiểu hành tinh vành đai chính. Nó được phát hiện bởi dự án Nghiên cứu tiểu hành tinh gần Trái Đất Lincoln ở Socorro, New Mexico, ngày 14 tháng 9 năm 1998. Nó được đặt theo tên Linda Puster, an American educator ở Plano, Texas.